# Runaway production
Runaway production je anglický termín označující americké filmové produkce, které natáčí filmy v zahraničních lokacích. Termín pro tento jev lze doslovně přeložit jako „uprchlá produkce”. Z názvu je patrné, že se jedná o problematický jev z pohledu americké strany, která tak přichází o miliardy dolarů a pracovní místa. Důvody proč se zahraniční produkce uchylují k natáčení v zahraničních lokacích jsou buď kreativní či ekonomické. Buď je potřeba natáčení na lokacích, které se v USA nevyskytují či nejsou vhodné, nebo je důvodem ekonomický faktor jako nižší cena produkce, levnější pracovní síla, daňové pobídky a další.
Nejvyhledávanější destinací hollywoodských filmařů je dlouhodobě Kanada, která je geograficky blízko a vychází filmařům vstříc. Např. v roce 1998 vznikala téměř třetina americké filmové a televizní produkce mimo Hollywood, z čehož 81 % zamířilo právě do Kanady. Na druhou stranu platí, že kdykoliv do Kanady přijde natáčet velká hollywoodská produkce, klesne i dostupnost pracovníků pro kanadské filmaře. Mezi další oblíbené destinace patří Velká Británie, Austrálie, Nový Zéland, Itálie, Francie, Maďarsko, Rumunsko a Česká republika.
V ČR je „Hollywoodem Východu“ nazýváno Studio Barrandov, které hostí množství zahraničních produkcí a vznikají zde i nejprestižnější hollywoodské filmy. V roce 2013 pražský magistrát a dopravní podnik poprvé v historii filmařům umožnily omezit provoz pražského metra kvůli natáčení snímku Dítě číslo 44 (2014). Pražské metro si tak zahrálo moskevské metro 50. let.
Natáčení zahraničních produkcí může být také přínosné i jako propagace „filmového turismu”. Státní agentura Czechturism ve spolupráci s Českou filmovou komisí se v roce 2012 rozhodla začít podporovat filmový turismus v Čechách.